# ليزا غاستين
ليزا غاستين (بالإنجليزية: Lisa Gasteen)‏ هي مغنية ومغنية أوبرا أسترالية، ولدت في 13 نوفمبر 1957 في بريزبان في أستراليا.

## وصلات خارجية
- ليزا غاستين على موقع ميوزك برينز (الإنجليزية)
- ليزا غاستين على موقع أول ميوزيك (الإنجليزية)
- ليزا غاستين على موقع ديسكوغز (الإنجليزية)